# Раоту
Раоту (ест. Raotu), також Рауту (ест. Rautu) — село в Естонії, входить до складу волості Меремяе, повіту Вирумаа.